# أوغسطين سان-هيلير
أوغسطين سان-هيلير (1779-1853) (بالإنجليزية: Augustin Saint-Hilaire)‏ هو عالم نبات فرنسي.

## سيرته
كان أوغسطين عالم نباتات ورحالة فرنسيًا ولد في أورليان، فرنسا في 4 أغسطس 1779. اشتهر بعمله في تصنيف النباتات، وأسفاره إلى البرازيل، انتُخب في الأكاديمية الفرنسية للعلوم عام 1822.وظهرت نتائج دراسته للنباتات الغنية في المناطق التي مر بها في العديد من الكتب والعديد من المقالات في المجلات العلمية.

## وفاته
وتوفي في باريس في 3 سبتمبر 1853.